# Emmanuel Leão
Emmanuel Carneiro Leão (05 de outubro de 1929 - 07 de outubro de 2023) foi um filósofo brasileiro. Doutorou-se na Universidade de Freiburg, onde foi aluno do filósofo alemão Martin Heidegger.

## Biografia
Emmanuel se graduou em Filosofia em 1959, pelo Pontifício Atheneo Antoniano, e doutorou-se pela Universidade de Freiburg. Emmanuel àquela altura, pertencia à Ordem dos Franciscanos mas, devido a uma crise de fé, interrompeu a sua formação sacerdotal em Roma, e foi estudar na Alemanha.
Lá foi aluno de Heidegger, cujo pensamento foi seu objeto de estudos de seu mestrado e doutorado. Quando retornou ao Brasil, tornou-se, junto com Vicente Ferreira da Silva, Ernildo Stein e Benedito Nunes um dos principais teóricos da filosofia de Heidegger.
No Brasil, Leão desenvolveu sua própria filosofia sobre a experiência e o realizar do homem em sua existência. Para ele, a Filosofia do século XX é notória por ter a ampliado a experiência humana e questionado a história como processo de realização. Leão transitou por diversas área das Ciências Humanas, tais como a comunicação a teologia e a psicanálise. Fez ainda diversas palestras na Academia Brasileira de Letras sobre temas variados.
Leão é professor emérito da Universidade Federal do Rio de Janeiro (UFRJ).

## Morte
Em 07 de outubro de 2023, o Instituto de Filosofia e Ciências Sociais da UFRJ noticiou a morte de Leão por meio de uma nota de pesar.

## Trabalhos
- Dialética: entre o fechado e o aberto. Tempo Brasileiro , v. 194, p. 5-18, 2013.
- Crença, fé e teoria. Repensar (Nova Iguaçu) , v. 1, p. 21-27, 2010.
- Crise da Ética. Revista Filosófica São Boaventura , v. 1, p. 11-28, 2010.
- Combati o bom combate. Scintilla (FFSB) , v. 7, p. 167-168, 2010.
- Terceira Margem do Pensamento. Tempo Brasileiro , v. 1, p. 149-159, 2010.
- O homem no Poema de Parmênides. Anais de Filosofia Clássica (Online) , v. 1, p. 3, 2007.
- A caminhada da Liberdade. Sartre e as mudanças.. Tempo Brasileiro , v. 162, p. 5-10, 2005.
- A experiência grega da verdade. Tempo Brasileiro , v. 150, p. 01-10, 2002.
- A Salvação pelo Conhecimento. Tempo Brasileiro , v. 148, p. 01-10, 2002.
- A Crise da ética hoje. Tempo Brasileiro , v. 146, p. 01-10, 2001.
- O Livro da Linguagem. Tempo Brasileiro , v. 142, p. 7-13, 2000.
- Ócio e Negócio. Tempo Brasileiro , v. 136, p. 01-10, 1999.
- O Último Nietzsche. Cadernos de Memória - Cultural 3, Rio de Janeiro - IPHAN, v. 1, n.3, p. 52-57, 1998.
- Ética e Comunicação. Revista Tempo Brasileiro, Rio de Janeiro, p. 54-62, 1997.
- Heráclito e A Comunicação. Publicação da Pós-Graduação em Comunicação, Rio de Janeiro, 1997.
- Heráclito e A Aprendizagem do Pensamento. Revista de Filosofia Antiga - Kleos, Rio de Janeiro - IFCS - UFRJ, v. 1, n.1, p. 113-142, 1997.
- O Cânone da Felicidade. Revista Tempo Brasileiro 129, Rio de Janeiro, n.129, p. 9-13, 1997.
- O Ensino da Filosofia. Cadernos de Filosofia - IFCS, Rio de Janeiro - UFRJ - IFCS, 1996.
- Descartes e A Modernidade. Academia Brasileira de Filsofia, Rio de Janeiro - UFRJ - IFCS, 1996.
- A Liberdade Real Em Heidegger. Cadernos da PUC-RIO, Rio de Janeiro, 1996.
- Consciência e Diferença. Comunicação e Diversidade Humana - SECNEB, Salvador - Bahia, 1995.
- Linguagem e Mito. Encontro Luso-Brasileiro - CESBRA, Lisboa - Portugal, 1995.
- Hoelderlin e O Pensamento. Cadernos de Letras - Faculdade de Letras, Rio de Janeiro - UFRJ, p. 7, 1995.
- O Modelo Democrático de Governo, p. 83-89, 1994.
- A Etica do Desenvolvimento. SAUDE, AMBIENTE E DESENVOLVIMENTO, n.3, p. 217-232, 1992.
- Pour Une Critique de L'Interdisciplinarite. ENTRE SAVOIRS, n.4, p. 333-347, 1992.
- Novo Paradigme do Humano. CADERNOS DO IFAN, n.1, p. 57-68, 1992.
- O Mito da Verdade. REVISTA DE PSICANALISE DO RIO DE JANEIRO, n.2, p. 19-22, 1992.
- O Problema Filosofico da Logica, Em Razao e Desrazao., v. 4, p. 17-52, 1992.
- As Elegias e Os Sonetos de Rm M. Rilke. PETOPOLIS, v. 2, p. 37-42, 1991.
- Aprendendo A Pensar Ii, p. 36-44, 1991.
- Heraclito de Efeso e A Modernizacao. JORNAL DE BRASILIA, p. 0-0, 1990.
- Esta Ginga e Nossa. JORNAL DO BRASIL, p. 0-0, 1990.
- Fe Crista Em Santo Agostinho. CIDADE DEUS, v. 1, p. 29-38, 1990.
- Metafisica. REVISTA BRASILEIRA DE FILOSOFIA, n.4, p. 12-24, 1989.
- Leitura Orfica e Sentenca Grega. ARTE E PALAVRA, v. IV, p. 34-57, 1989.
- Metafisica. REVISTA BRASILEIRA DE FILOSOFIA, n.4, p. 12-24, 1989.
- Aprendendo a Pensar III. 1ª. ed. Teresópolis RJ: Daimon Editora, 2017. v. 1. 174p .
- Filosofia Contemporânea. 1ª. ed. Teresópolis: Daimon Editora, 2013. v. 1. 250p .
- Aprendendo a Pensar II. 3. ed. Teresópolis: Daimon Editora LTDA, 2010. v. 1. 246p .
- Filosofia Grega. 1. ed. Teresópolis: Daimon Editora LTDA, 2010. v. 1. 270p .
- Aprendendo a Pensar I - Filosofia Moderna e Religião. 6. ed. Teresópolis: Daimon, 2008. v. 1. 268p .
- Abécédaire de Martin Heidegger. Mons: Les Éditions Sils Maria 7000, 2008.
- Aprendendo A Pensar Ii. 2ª. ed. Petrópolis - R.J.: Vozea, 1991. v. II. 252p .
- Aprendendo A Pensar Ii. RIO DE JANEIRO: VOZES, 1978. 180p .
- Aprendendo A Pensar Ii. RIO DE JANEIRO: VOZES, 1978. 180p .
- Aprendendo A Pensar I. 5ª. ed. Petrópolis - R.J.: Vozes, 1977. v. I. 268p .
- Aprendendo A Pensar I. RIO DE JANEIRO: VOZES, 1974. 203p .
- Aprendendo A Pensar I. RIO DE JANEIRO: VOZES, 1974. 203p .
- De Problematicae Hermeneuticae Philosophicae Iuxta Martin Heidegger. Roma Itália: Pontifício Ateneu Antoniano, 1965. 326p .
- Heraclito - Fragmentos. , 1900.
- Arte e Filosofia. , 1900.
- De Illuminationis Doctrina Apud D. Scotum. , 1900.
- Ser e Tempo. , 1900.
- Confissoes. , 1900.
- O Homem no Poema de Parmênides. In: SANTORO, Fernando; CAIRUS Henrique; RIBEIRO, Tatiana. (Org.). Acerca do Poema de Parmênides. 1ed.Rio de Janeiro: Azougue, 2008, v. 2, p. 41-49.
- O homem no Poema de Parmênides. In: Iº Simpósio Internacional OUSIA de Estudos Clássicos, 2007, Rio de Janeiro. Anais do I Simpósio Internacional Ousia de estudos Clássicos : o Poema de Parmênides. Rio de Janeiro: OUSIA, 2006. p. 3.
- Ser e Verdade: a questão fundamental da filosofia; da essência da verdade. Petrópolis: Edi. Vozes, 2007. (Tradução/Livro).